# The Best of Laura Pausini - E ritorno da te
The Best of Laura Pausini - E ritorno da te è il sesto album (il primo raccolta) della cantante italiana Laura Pausini pubblicato il 12 ottobre 2001.
L'album viene pubblicato in lingua spagnola con il nome Lo mejor de Laura Pausini - Volveré junto a ti l'8 ottobre 2001 e vende oltre 3 milioni di copie nel mondo.

## Descrizione
L'album è una raccolta dei brani di maggior successo della cantante italiana Laura Pausini pubblicati nel periodo compreso tra il 1993 ed il 2000. Al suo interno si trovano inoltre i due brani inediti E ritorno da te e Una storia che vale, oltre alla canzone One More Time, usata per la colonna sonora del film Le parole che non ti ho detto, ma mai inclusa in un lavoro discografico della cantante romagnola.
I brani La solitudine, Strani amori, Gente, Non c'è e Seamisai sono presenti nel disco in nuove versioni appositamente registrate. In particolare, nel brano Non c'è la cantante romagnola collabora con Nek, che appare nella canzone in qualità di bassista. Il brano Seamisai vede invece la partecipazione dell'artista brasiliano Gilberto Gil, che canta in duetto con la cantante italiana. Un'altra particolarità della tracklist è rappresentata dalla canzone La mia risposta, presente nella sua versione in lingua spagnola all'interno della versione italiana del disco e, viceversa, inserita in lingua italiana in Lo mejor de Laura Pausini - Volveré junto a ti. L'album contiene anche tracce multimediali.
Nell'album in lingua spagnola è presente inoltre il brano Dime, interpretato da Laura Pausini in duetto con il cantautore di flamenco José el Francés. L'album per il mercato brasiliano The Best of Laura Pausini - E ritorno da te Platinum Edition contiene, oltre alle tracce dell'album in lingua italiana, la Bonus track Speranza, realizzata per la telenovela brasiliana Terra nostra 2 - La speranza.
In seguito all'album parte la tournée World Tour 2001-2002.
Nel 2019 il sito web di Onstage ha inserito The Best of Laura Pausini - E ritorno da te tra i 100 album più importanti del ventennio 2000-2019.

## Edizioni

### The Best of Laura Pausini - E ritorno da te
L'edizione del disco pubblicata in Italia contiene 16 tracce.
- CD: 0809274103529

- MC: 0809274103543

1. E ritorno da te (Inedito) – 4:01 (testo: Laura Pausini, Cheope – musica: Daniel Vuletic)
2. La solitudine (New Version) – 4:23 (testo: Federico Cavalli, Pietro Cremonesi – musica: Angelo Valsiglio, Pietro Cremonesi) – (Da Laura Pausini, 1993)
3. Non c'è (New Version) – 4:16 (testo: Federico Cavalli, Pietro Cremonesi – musica: Angelo Valsiglio, Pietro Cremonesi) – (Da Laura Pausini, 1993)
4. Strani amori (New Version) – 4:17 (testo: Cheope, Marco Marati, Francesco Tanini – musica: Angelo Valsiglio, Roberto Buti) – (Da Laura, 1994)
5. Gente (Ordinary People) (New Version) – 4:38 (testo: Cheope, Marco Marati – musica: Angelo Valsiglio) – (Da Laura, 1994)
6. Incancellabile – 3:46 (testo: Cheope – musica: Giuseppe Carella, Fabrizio Baldoni, Gino De Stefani) – (Da Le cose che vivi, 1996)
7. Le cose che vivi – 4:29 (testo: Cheope – musica: Giuseppe Carella, Fabrizio Baldoni, Gino De Stefani) – (Da Le cose che vivi, 1996)
8. Seamisai (Sei que me amavas) (feat. Gilberto Gil) (New Version) – 3:40 (testo: Cheope – adatt. portoghese: Gilberto Gil – musica: Giuseppe Carella) – (Da Le cose che vivi, 1996)
9. Ascolta il tuo cuore – 4:39 (testo: Cheope, Fabrizio Pausini – musica: Vito Mastrofrancesco, Alberto Mastrofrancesco, Charles Cohiba) – (Da Le cose che vivi, 1996)
10. Mi respuesta – 3:43 (testo: Laura Pausini, Cheope – adatt. spagnolo: Laura Pausini, Badia – musica: Claudio Guidetti) – (Da Mi respuesta, 1998)
11. In assenza di te – 4:29 (testo: Laura Pausini, Cheope – musica: Antonio Galbiati) – (Da La mia risposta, 1998)
12. Un'emergenza d'amore – 4:33 (testo: Laura Pausini, Cheope, Massimo Pacciani – musica: Eric Buffat) – (Da La mia risposta, 1998)
13. One More Time (Inedito) – 4:22 (testo e musica: Richard Marx) – (Da Message in a Bottle - Original Soundtrack, 1999)
14. Tra te e il mare – 3:49 (testo e musica: Biagio Antonacci) – (Da Tra te e il mare, 2000)
15. Il mio sbaglio più grande – 3:06 (testo: Laura Pausini, Giuseppe Dati, Cheope – musica: Andreas Carlsson, Alistair Thomson) – (Da Tra te e il mare, 2000)
16. Una storia che vale (Inedito) – 4:13 (testo: Laura Pausini, Cheope – musica: Daniel Vuletic)

Durata totale: 66:24

### The Best of Laura Pausini - E ritorno da te - Promo Box Edition(Italia)
L'edizione Promo Box Edition pubblicata in Italia è un cofanetto cartonato promozionale per i giornalisti, successivamente messa in vendita, composto da:
- CD The Best of Laura Pausini - E ritorno da te.
- Book fotografico (28 pagine, formato 18 x 32).
- CD-ROM

Tracce CD-ROM
- BOX: 0809274311627

1. E ritorno da te (Videoclip) – 4:09
2. Volvere junto a ti (Videoclip) – 4:09
3. Making of the video E ritorno da te – 4:09
4. EPK (Electronic Press Kit) – 10:00
5. Biografia di Laura Pausini
6. Raccolta foto

Durata totale: 22:27

### The Best of Laura Pausini - E ritorno da te - Prestige Edition(Francia)
L'edizione Prestige Edition pubblicata in Francia è un cofanetto cartonato composto da:
- CD The Best of Laura Pausini - E ritorno da te.
- 6 fotografie
- CD: 0809274103550

### The Best of Laura Pausini - E ritorno da te(Francia, Giappone)
L'edizione del disco pubblicata in Francia e in Giappone contiene, in aggiunta rispetto alla versione in lingua italiana, 2 Videoclip Bonus visibili sul PC: E ritorno da te e Tra te e il mare.
- CD: 5050466708526

1. E ritorno da te (Videoclip) – 4:09
2. Tra te e il mare (Videoclip) – 3:47

### The Best of Laura Pausini - E ritorno da te - Platinum Edition(Brasile)
L'edizione Platinum Edition pubblicata in Brasile contiene, in aggiunta rispetto alla versione in lingua italiana, 1 Bonus track: Speranza realizzato per la telenovela brasiliana Terra nostra 2 - La speranza ed estratto come singolo in Brasile.
- CD: 5050466001221

1. Speranza (Bonus Track) – 3:48 (testo: Edoardo De Angelis e Francesco De Gregori – musica: Amedeo Minghi) – (brano di Amedeo Minghi, da Amedeo Minghi, 1973)

Durata totale: 70:44

### The Best of Laura Pausini - E ritorno da te - Platinum Edition(Scandinavia)
L'edizione del disco pubblicata in Scandinavia nel 2004 contiene, in aggiunta rispetto alla versione in lingua italiana, 1 Bonus Track: Surrender.
1. Surrender (Bonus Track) – 3:57 (testo e musica: Dane de Viller, Sean Hosein, Steven Smith, Anthony Anderson)

Durata totale: 70:53

### Lo mejor de Laura Pausini - Volveré junto a ti(Spagna e America Latina)
L'edizione del disco in lingua spagnola pubblicata in Spagna e in America Latina contiene 17 tracce.
- CD: 0809274107022

- MC: 0809274107046

1. Volveré junto a ti (Inedito) – 4:01 (testo: Laura Pausini, Cheope – adatt. spagnolo: Badia – musica: Daniel Vuletic)
2. La soledad (New Version) – 4:23 (testo: Federico Cavalli, Pietro Cremonesi – adatt. spagnolo: Badia – musica: Angelo Valsiglio, Pietro Cremonesi) – (Da Laura Pausini, 1994)
3. Se fue (New Version) – 4:16 (testo: Federico Cavalli, Pietro Cremonesi – adatt. spagnolo: Badia – musica: Angelo Valsiglio, Pietro Cremonesi) – (Da Laura Pausini, 1994)
4. Amores extraños (New Version) – 4:17 (testo: Cheope, Marco Marati, Francesco Tanini – adatt. spagnolo: Badia – musica: Angelo Valsiglio, Roberto Buti) – (Da Laura Pausini, 1994)
5. Gente (Ordinary People) (New Version) – 4:38 (testo: Cheope, Marco Marati – adatt. spagnolo: Badia – musica: Angelo Valsiglio) – (Da Laura Pausini, 1994)
6. Inolvidable – 3:46 (testo: Cheope – adatt. spagnolo: Badia – musica: Giuseppe Carella, Fabrizio Baldoni, Gino De Stefani) – (Da Las cosas que vives, 1996)
7. Las cosas que vives – 4:29 (testo: Cheope – adatt. spagnolo: Badia – musica: Giuseppe Carella, Fabrizio Baldoni, Gino De Stefani) – (Da Las cosas que vives, 1996)
8. Cuando se ama (Sei que me amavas) (feat. Gilberto Gil) (New Version) – 3:40 (testo: Cheope – adatt. portoghese: Gilberto Gil – musica: Giuseppe Carella) – (Da Las cosas que vives, 1996)
9. Escucha a tu corazón – 4:39 (testo: Cheope, Fabrizio Pausini – adatt. spagnolo: Badia – musica: Vito Mastrofrancesco, Alberto Mastrofrancesco, Charles Cohiba) – (Da Las cosas que vives, 1996)
10. La mia risposta – 3:43 (testo: Laura Pausini, Cheope – musica: Claudio Guidetti) – (Da La mia risposta, 1998)
11. En ausencia de ti – 4:29 (testo: Laura Pausini, Cheope – adatt. spagnolo: Laura Pausini, Badia – musica: Antonio Galbiati) – (Da Mi respuesta, 1998)
12. Emergencia de amor – 4:33 (testo: Laura Pausini, Cheope, Massimo Pacciani – adatt. spagnolo: Laura Pausini, Carlos Pixin, León Tristán – musica: Musica: Eric Buffat) – (Da Mi respuesta, 1998)
13. One More Time (Inedito) – 4:22 (testo e musica: Richard Marx) – (Da Message in a Bottle - Original Soundtrack, 1999)
14. Entre tú y mil mares – 3:49 (Biagio Antonacci – adatt. spagnolo: Badia) – (Da Entre tú y mil mares, 2000)
15. Un error de los grandes – 3:06 (testo: Laura Pausini, Giuseppe Dati, Cheope – adatt. spagnolo: Badia – musica: Andreas Carlsson, Alistair Thomson) – (Da Entre tú y mil mares, 2000)
16. Dos historias iguales (Inedito) – 4:13 (testo: Laura Pausini, Cheope – adatt. spagnolo: Badia – musica: Daniel Vuletic)
17. Dime (feat. José el Francés) (Inedito) – 3:37 (testo e musica: José Rodríquez Vázquez)

Durata totale: 70:01

## Multimedial Track
L'album contiene tracce multimediali con contenuti extra e novità visibili sul PC .
- Filmato di presentazione – 0:40
- Shooting: Volevo dirti che ti amo/Quiero decirte que te amo - London 2001 (Foto)
- In assenza di te/En ausencia de ti - Roma 1998 (Foto)
- La mia risposta/Mi respuesta - Milano 1999 (Foto)
- 1 Screensaver
- 2 Sfondi per il desktop del PC

Queste tracce multimediali non sono inserite nell'album The Best of Laura Pausini - E ritorno da te pubblicato in Francia e nell'album Lo mejor de Laura Pausini - Volveré junto a ti Promo Press Kit Edition, dato che contengono altri contenuti.

## Registrazione
Le registrazioni del disco sono avvenute in vari studi italiani:
- Next Studio, Milano: registrazione.
- L'Isola Medastudio, Milano: registrazione.
- Logic Studio, Milano: registrazione.
- Excalibur, Milano: registrazione e mixaggio.
- Capri Studio, Capri: mixaggio.
- Fonoprint, Bologna: registrazione e mixaggio.
- Nautilus Studio, Milano: masterizzazione.

## Formazione
- Laura Pausini - voce
- Gilberto Gil - voce in Seamisai (Sei que me amavas)
- José el Francés - voce in Dime
- Paolo Gianolio - chitarra elettrica, chitarra acustica
- Paolo Costa - basso
- Steve Ferrone - batteria
- Riccardo Galardini - chitarra
- Massimo Varini - chitarra elettrica, chitarra acustica
- Nek - basso in Non c'è
- Gabriele Fersini - chitarra
- Emiliano Fantuzzi - programmazione
- Dean Parks - chitarra
- Giuseppe Pini - chitarra acustica
- Celso Valli - tastiera, programmazione, pianoforte, sintetizzatore
- Dado Parisini - tastiera, cori, programmazione, sintetizzatore
- Cesare Chiodo - basso
- Massimo Pacciani - batteria, percussioni
- Max Costa - programmazione
- Eric Buffat - tastiera, cori
- Nathan East - basso
- Andrea Braido - chitarra
- David Foster - tastiera
- Pier Foschi - batteria
- Luca Bignardi - batteria
- Gavyn Wright - violino
- Monica Magnani, Julia St. Louis, Joyce Yuille, Luca Jurman, Silvio Pozzoli - cori
- London Session Orchestra - orchestra

## Promozione
Singoli
Il primo singolo estratto dal disco è E ritorno da te. Il brano ottiene un buon successo, arrivando in Italia al 3º posto della classifica dei singoli più venduti e raggiungendo le classifiche di diversi altri Pesi europei: nei Paesi Bassi tocca il 20º posto, in Francia il 38°, con un totale di 20 settimane di presenza in Top100, mentre in Svizzera la massima posizione raggiunta è il 47º posto.
Il secondo singolo dell'album è Una storia che vale.
Dall'album The Best of Laura Pausini - E ritorno da te vengono estratti 8 singoli:
- E ritorno da te
- Una storia che vale
- La solitudine (New Version)
- Non c'è (New Version)
- Seamisai (Sei que me amavas) (con Gilberto Gil)
- Tra te e il mare
- Speranza
- In assenza di te

| The best of Laura Pausini - E ritorno da te     | The best of Laura Pausini - E ritorno da te |
| Italia                                          | Italia                                      |
| ----------------------------------------------- | ------------------------------------------- |
| E ritorno da te (14 settembre 2001)             |                                             |
| Una storia che vale (1º febbraio 2002)          |                                             |
| La solitudine (New Version) (2002)              |                                             |
| Non c'è (New Version) (2002)                    |                                             |
| Francia                                         |                                             |
| E ritorno da te                                 |                                             |
| Una storia che vale                             |                                             |
| La solitudine (New Version)                     |                                             |
| Non c'è (New Version)                           |                                             |
| Tra te e il mare                                |                                             |
| In assenza di te                                |                                             |
| Brasile                                         |                                             |
| E ritorno da te                                 |                                             |
| Una storia che vale                             |                                             |
| Seamisai (Sei que me amavas) (con Gilberto Gil) |                                             |
| Speranza                                        |                                             |

Dall'album Lo mejor de Laura Pausini - Volveré junto a ti vengono estratti 3 singoli:
- Volveré junto a ti
- Dos historias iguales
- Dime (con José el Francés)

| Lo mejor de Laura Pausini - Volveré junto a ti | Lo mejor de Laura Pausini - Volveré junto a ti |
| Spagna                                         | Spagna                                         |
| ---------------------------------------------- | ---------------------------------------------- |
| Volveré junto a ti                             |                                                |
| Dos historias iguales                          |                                                |
| Dime (con José el Francés)                     |                                                |
| America Latina                                 |                                                |
| Volveré junto a ti                             |                                                |
| Dos historias iguales                          |                                                |

Videoclip
| Titolo                | Regista          |
| --------------------- | ---------------- |
| E ritorno da te       | Gabriele Muccino |
| Volveré junto a ti    | Gabriele Muccino |
| Una storia che vale   | Daniele Persica  |
| Dos historias iguales | Daniele Persica  |

## Successo commerciale
In Italia, nel 2001, The Best of Laura Pausini - E ritorno da te totalizza 46 presenze nella Top 20 settimanale stilata dalla FIMI, raggiungendo il 1º posto 8 volte. L'album è inoltre il quinto più venduto nel corso del 2001 e l'8° più venduto del 2002. Anche negli anni seguenti, la raccolta è presente in maniera frequente all'interno della classifica FIMI, al punto da ottenere il 90º posto nella Top100 di fine anno sia del 2005 sia del 2006.
Solamente nei primi due mesi dalla pubblicazione raggiunge le 300 000 copie vendute in Italia; nel febbraio 2002 l'album arriva a 630 000 copie vendute nella penisola, per poi diventare l'album più venduto in Italia dalla cantante, con un totale di 700 000 copie.
Nel 2010 inoltre l'album è al 94º posto dei più venduti in Italia nei primi 6 mesi dell'anno; nel 2011 torna in classifica a settembre (89º e 95º posto), ottobre (98º e 94º posto), novembre (71º, 46º, 86º e 68º posto) e dicembre (1); nel 2012 a gennaio (85° 80º e 89º posto).
The Best of Laura Pausini - E ritorno da te ha grande successo in Francia, dove vende 800 000 copie, restando per 3 anni consecutivi nella classifica delle compilation più vendute nel Paese: in particolare, l'album è al 36º posto delle raccolte più vendute in Francia durante il 2001, per poi arrivare l'anno seguente al 4º posto della stessa classifica e diventare infine la 3ᵃ raccolta più venduta in Francia durante il 2003
In Spagna Lo mejor de Laura Pausini - Volveré junto a ti supera invece le 140 000 copie vendute.
In Svizzera The Best of Laura Pausini - E ritorno da te raggiunge il 30º posto nella classifica degli album più venduti nel Paese durante il 2001 e il 24° durante il 2002.

## Classifiche

### Classifiche settimanali
| Classifica (2001-02)    | Posizione massima |
| ----------------------- | ----------------- |
| Belgio (Fiandre)        | 40                |
| Belgio (Vallonia)       | 9                 |
| Finlandia               | 6                 |
| Francia                 | 2                 |
| Germania                | 44                |
| Italia                  | 1                 |
| Paesi Bassi             | 28                |
| Spagna                  | 6                 |
| Stati Uniti (latin)     | 9                 |
| Stati Uniti (latin pop) | 4                 |
| Svezia                  | 27                |
| Svizzera                | 3                 |

### Classifiche di fine anno
| Classifica (2001)     | Posizione |
| --------------------- | --------- |
| Francia (compilation) | 36        |
| Italia                | 5         |
| Svizzera              | 30        |
| Classifica (2002)     | Posizione |
| Belgio (Vallonia)     | 35        |
| Francia (compilation) | 4         |
| Italia                | 8         |
| Svizzera              | 24        |
| Classifica (2003)     | Posizione |
| Belgio (Vallonia)     | 67        |
| Francia (compilation) | 3         |
| Francia               | 33        |
| Classifica (2004)     | Posizione |
| Francia               | 178       |
| Classifica (2005)     | Posizione |
| Italia                | 90        |
| Classifica (2006)     | Posizione |
| Italia                | 90        |
| Classifica (2007)     | Posizione |
| Italia                | 87        |